# الحرب الروسية الأوكرانية
في 2014، نفّذت روسيا عدة من العمليات العسكرية في الأراضي الأوكرانية، بعد احتجاجات الميدان الأوروبي وعزل الرئيس الأوكراني فيكتور يانوكوفيتش، سيطر الجنود الروس على مواقع إستراتيجية وحيوية في شبه جزيرة القرم، بعد ذلك ضمّت روسيا القرم تحت سيادتها، بعد الاستفتاء في القرم، حيث صوتَ سكّان القرم لصالح الانضمام إلى روسيا الاتحادية، بحسب النتائج الرسمية، بعد ذلك تصاعدت مظاهرات الجماعات الانفصالية المؤيدة لروسيا في دونباس، مما أدى إلى حدوث صراع مسلح بين الحكومة الأوكرانية والجماعات الانفصالية المدعومة من روسيا. في شهر أغسطس، عبرتْ المدرعات الروسية حدود دونيتسك من عدة مواقع، اُعتبرَ توغل الجيش الروسي مسؤولاً عن هزيمة القوات الأوكرانية في بداية سبتمبر
في نوفمبر 2014، أعلن الجيش الأوكراني عن تحرك مكثف للقوات والمعدات الروسية تجاه المناطق التي يسيطر عليها الانفصاليون في الشرق الأوكراني، ، وذكرت وكالة أنباء اسوشييتد برس ان 80 مركبة عسكرية مجهولة تتحرك في المناطق التي يسيطر عليها المتمردون، ورصدت وحدة رصد خاصة تابعة لمنظمة الأمن والتعاون في أوروبا قوافل من الأسلحة الثقيلة والدبابات في الأراضي التي تسيطر عليها جمهورية دونيتسك الشعبية راصدو المنظمة كذلك لاحظوا مركبات تنقل الذخيرة وجثث الجنود عبر الحدود الروسية-الأوكرانية "تحت غطاء مساعدات إنسانية. في أوائل أغسطس 2015، لاحظت وحدة الرصد تلك، أكثر من 21 مركبة تحمل الرمز العسكري الروسي للجنود الذين قُتلوا في المعركة. بحسب صحيفة موسكو تايمز، حاولت روسيا تهديد وإسكات العاملين في مجال حقوق الإنسان الذين يتناولون قضية مقتل الجنود الروس في الصراع الدائر. منظمة الأمن والتعاون الأوربية أعلنت مراراً أن راصديها منعوا من الدخول إلى الأراضي التي تسيطر عليها القوات الروسية جنباً إلى جنب مع القوات الإنفصالية.
أدان المجتمع الدولي والمنظمات الحقوقية مثل منظمة العفو الدولية ما فعلته روسيا في أوكرانيا، متهمةً إيّاها بخرق القانون الدولي، وانتهاك السيادة الأوكرانية. وفرض كٌل مِن الأتحاد الأوربي والولايات المتحدة عقوبات إقتصادية على روسيا، وعلى أفراد وشركات روسية.
في أكتوبر 2015، صحيفة واشنطن بوست نشرت تقريراً عن أن روسيا قامت بنقل بعض من قوات النخبة من أوكرانيا إلى سوريا لدعم الرئيس السوري بشار الأسد. في ديسمبر 2015، الرئيس الروسي فلاديمير بوتين أعترف َ بأن بعض ضباط المخابرات الروسية العسكرية كانوا يعملون في أوكرانيا.

## خلفية
على الرغم من كون أوكرانيا دولة مستقلة منذ 1991، ألا أن روسيا تعتبرها جزء من مجال تأثيرها. وروسيا تنتهج نسخة حديثة من سياسة بريجنيف، التي تنص على أن تكون لأوكرانيا «سيادة محدودة»، كما حصل مع وارسو عندما كانت ضمن مجال التأثير السوفيتي.
بعد انهيار الاتحاد السوفيتي، حافظت الدولتان على علاقات وثيقة فيما بينهما، ولم يبدأ الصراع بينهما إلا حديثاً، وهناك العديد من النقاط الشائكة بين البلدين، وأهم هذه النقاط خلافاً هي الترسانة النووية لأوكرانيا، والتي وافقت أوكرانيا على التخلي عنها بعد التوقيع على مذكرة بودابست للضمانات الأمنية شرط أن تتعهد روسيا و(الموقعين الآخرين) بتجنب التهديد باللجوء إلى القوة أو استخدام القوة ضد سلامة ووحدة أراضي أوكرانيا وأن لا تهدد استقلالها وسيادتها. في 1999، روسيا كانت أحد الموقعين على معاهدة الأمن الأوربي في إسطنبول، حيث أكدت إن لكل دولة مشاركة في المعاهدة الحق في اختيار أو تغير خططها الأمنية بما في ذلك معاهدات التحالف، ولكن في 2014 كلا الطرفين قام بخرق المعاهدة.

## شبه جزيرة القرم

### ضم الاتحاد الروسي للقرم 2014
بعد أيام من فرار الرئيس الأوكراني فيكتور يانوكوفيتش من العاصمة كييف في أواخر فبراير 2014، بدأ رجال مسلحون معارضون لحركة الميدان الأوروبي في السيطرة على شبه جزيرة القرم. أُنشئت نقاط التفتيش من قبل جنود روس مجهولين يرتدون زيًّا عسكريًا أخضر مع معدات من اللون الأخضر في عاصمة جمهورية القرم ذاتية الحكم، سيمفروبول، ومدينة سيفاستوبول التي تُدار بشكل مستقل، وهي موطن لقاعدة بحرية روسية بموجب ميثاق خاركيف عام 2010. أشار السكان المحليون ووسائل الإعلام إلى هؤلاء الرجال على أنهم «رجال خضر صغار».
بعد احتلال برلمان القرم من قبل هذه القوات المجهولة، والتي يُعتقد أنها قوات خاصة روسية، أعلنت قيادة القرم أنها ستجري استفتاء للانفصال عن أوكرانيا. أعقب هذا الاستفتاء المثير للجدل إلى حد كبير، ضم الاتحاد الروسي لشبه جزيرة القرم في منتصف مارس. ولقد رفضت أوكرانيا ومعظم المجتمع الدولي الاعتراف بالاستفتاء أو الضم. في 15 أبريل، أعلن البرلمان الأوكراني أن شبه جزيرة القرم هي أرض محتلة مؤقتًا من قبل روسيا.
زادت الحكومة الروسية منذ ضم شبه جزيرة القرم، من وجودها العسكري في المنطقة، حيث قال الرئيس الروسي فلاديمير بوتين أنه ستتشكل قوة عمل عسكرية روسية هناك. في ديسمبر 2014، أعلنت خدمة حرس الحدود الأوكرانية أن القوات الروسية بدأت الانسحاب من مناطق خيرسون أوبلاست. احتلت القوات الروسية أجزاء من لسان أربات الرملي والجزر المحيطة بسيفاش والتي تعد أجزاء جغرافية من شبه جزيرة القرم، ولكنها جزء إداري من مناطق خيرسون أوبلاست.
إن من هذه القرى التي تحتلها القوات الروسية ستريلكوف، هنيشسك رايون، الواقعة على لسان أربات الرملي، والتي تضم مركزًا هامًا لتوزيع الغاز. وذكرت القوات الروسية أنها استولت على مركز توزيع الغاز لمنع وقوع هجمات إرهابية. انسحبت القوات الروسية من جنوب خيرسون واستمرت في احتلال مركز توزيع الغاز خارج ستركوف. أنهى الانسحاب من خيرسون، ما يقرب من 10 أشهر من الاحتلال الروسي للمنطقة. صرَّح حرس الحدود الأوكراني بأن المناطق التي كانت تحت الاحتلال الروسي سيتعين فحصها بحثًا عن ألغام قبل أن تتجاوز هذه المواقع.
في نوفمبر، صرح الناتو باعتقاده أن روسيا كانت تنشر أسلحة نووية في شبه جزيرة القرم.
قال أندري إيلاريونوف، المستشار السابق لفلاديمير بوتين، في خطاب ألقاه يوم 31 مايو 2014، إن بعض تقنيات حرب أوسيتيا الجنوبية، حُدثَت واستُغلَّت مرة أخرى في أوكرانيا. وفقًا له، منذ أن بدأت العملية العسكرية الروسية في شبه جزيرة القرم في 20 فبراير 2014، لم تستطع الدعاية الروسية أن تزعم بأن العدوان الروسي كان نتيجة حركة الميدان الأوروبي. لم تحدث الحرب في أوكرانيا «فجأة»، ولكن خُطّط لها مسبقًا وبدأت الاستعدادات في عام 2003. وفي وقت لاحق ذكر إيلاريونوف أن إحدى الخطط الروسية تعتزم شن حرب مع أوكرانيا في عام 2015 بعد الانتخابات الرئاسية، ولكن الميدان عجّل المواجهة.

### تجدد الصراع في عام 2016
في 8 أغسطس 2016، ذكرت أوكرانيا أن روسيا زادت وجودها العسكري على طول خط حدود القرم. ثم أغلقت المعابر الحدودية. في 10 أغسطس، ذكرت روسيا مقتل جنديين وجرح 10 في اشتباكات مع قوات الكوماندوز الأوكرانية في أرميانسك (القرم) في 7 أغسطس، والقبض على عملاء أوكرانيين. ذكرت وسائل الإعلام الروسية أن أحد الجنود القتلى كان قائدًا في وحدة «جي آر يو» الروسية، ودُفن لاحقًا في سيمفيروبول. نفت أوكرانيا وقوع هذا الحادث، وبالتوازي مع الحادث الذي وقع في 9 أغسطس، ادعى مسؤول أوكراني أن عددًا من الجنود الروس هجروا أوكرانيا ولكنهم لم يدخلوا إليها، وأن المناوشات اندلعت بين ضباط الاستخبارات الروسية وحرس الحدود.
اتهم الرئيس الروسي بوتين أوكرانيا بالتوجه إلى «ممارسة الإرهاب». وصف الرئيس الأوكراني بوروشنكو النسخة الروسية للأحداث بأنها «مثيرة للسخرية والجنون». ونفت الولايات المتحدة مزاعم روسيا، حيث ذكر سفيرها لدى أوكرانيا (جيفري آر. بيات) أن «الحكومة الأمريكية لم تر حتى الآن أي شيء يؤيد المزاعم الروسية بشأن غزو شبه جزيرة القرم».
حذر الرئيس الأوكراني بيترو بوروشنكو من أن روسيا كانت تستعد لغزو شامل لأوكرانيا، وهو الأمر الذي أصبحت أوروبا أضعف من أن تتمكن من منعه.

### حادثة مضيق كيرتش لعام 2018
في 25 نوفمبر، بالقرب من مضيق كيرتش الذي تسيطر عليه روسيا، أطلقت سفن حربية روسية النار على ثلاث سفن أوكرانية: سفينة (بّي 175) بيرديانسك وسلسلة القوارب الصغيرة المدرعة غيورزا-إم (بّي 176) في نيكوبول وقارب (إيه 947) ياني كابو. وبعد يوم واحد في 26 نوفمبر 2018، أيد المشرعون في البرلمان الأوكراني بشكل ساحق فرض الأحكام العرفية على طول المناطق الساحلية الأوكرانية والمناطق المتاخمة لروسيا رداً على إطلاق روسيا النار على السفن البحرية الأوكرانية والاستيلاء عليها بالقرب من شبه جزيرة القرم قبل يوم واحد. وأيد ما يقارب 276 مشرّعًا في كييف هذا الإجراء الذي دخل حيز التنفيذ في 28 نوفمبر 2018 والذي ينتهي العمل به تلقائيًا في 30 يومًا.

## دونباس
الحرب في دونباس هي نزاع مسلح في منطقة دونباس في أوكرانيا. من بداية مارس 2014، اندلعت مظاهرات من قبل الجماعات الموالية لروسيا والمناهضة للحكومة في أوبلاست دونيتسك ولوهانسك في أوكرانيا، والتي يطلق عليها عادة «الدونباس»، في أعقاب الثورة الأوكرانية عام 2014 وحركة الميدان الأوروبي. وهذه المظاهرات التي أعقبت ضم الاتحاد الروسي لشبه جزيرة القرم، كانت جزءًا من مجموعة أوسع من الاحتجاجات المؤيدة لروسيا في جنوب وشرق أوكرانيا، حيث تصاعدت إلى نزاع مسلح بين القوات الانفصالية المدعومة من روسيا في جمهوريتي دونيتسك ولوجانسك الشعبية (جمهورية أوكرانيا الشعبية) والحكومة الأوكرانية.
ادعت خدمة أمن أوكرانيا أن القادة الرئيسيين لحركة التمرد خلال بداية النزاع، بمن فيهم إيغور ستريلكوف وإيغور بيزلر، كانوا عملاء روسيين. كان رئيس وزراء جمهورية دونيتسك الشعبية من مايو إلى أغسطس 2014 مواطنًا روسيًا، ألكسندر بوروداي. من أغسطس 2014، شغل المواطنون الأوكرانيون جميع المناصب العليا في دونيتسك ولوغانسك. أفادت التقارير أن المتطوعين الروس يشكلون ما بين 15 ٪ إلى 80 ٪ من المقاتلين، مع العديد من العسكريين السابقين.
جُنّدَ المتمردون من أجل دونباس علنًا في المدن الروسية باستخدام مرافق خاصة أو لجان عسكرية، كما أكدت عدد من وسائل الإعلام الروسية.
في مقابلة مع القناة التليفزيونية الفرنسية تي إف 1 وراديو يوروب 1 في يونيو 2014، قال الرئيس الروسي فلاديمير بوتين: «لا توجد قوات مسلحة، ولا يوجد مدربون روس في أوكرانيا - ولم يكن هناك أي منهم».

### مارس - يوليو 2014
في أواخر شهر مارس، واصلت روسيا حشد القوات العسكرية بالقرب من أوكرانيا، حيث بلغ مجموع قواتها ما بين 30 و 40 ألف جندي. وأُعرِب عن القلق من أن روسيا ربما تستعد مرةً أخرى لنشر قواتها في أوكرانيا بعد ضمها لشبه جزيرة القرم.
قال مسؤولون أمريكيون وأوكرانيون أن لديهم أدلة على التدخل الروسي في أوكرانيا، بما في ذلك اعتراض الاتصالات بين المسؤولين الروس ومتمردي دونباس.
في أبريل 2024 تعرض منشأة زابوريجيا للطاقة النووية، التي تسيطر عليها القوات الروسية لهجوم أوكراني بطائرة مسيّرة حيث صرحت الوكالة الدولية للطاقة الذرية لضبط النفس.

### الغزو الروسي لأوكرانيا 2022
في 21 فبراير 2022، أعلنت الحكومة الروسية أن القصف الأوكراني دمر منشأة حدودية تابعة لجهاز الأمن الفيدرالي على الحدود الروسية الأوكرانية، وزعمت أنها قتلت 5 جنود أوكرانيين حاولوا العبور إلى الأراضي الروسية. ونفت أوكرانيا التورط في كلا الحادثين ووصفتهما بالعلم الكاذب. في اليوم نفسه، اعترفت الحكومة الروسية رسميًا بجمهورية دونيتسك الشعبية وجمهورية لوغانسك الشعبية المعلنة ذاتيًا كدولتين مستقلتين، وفقًا لبوتين، ليس فقط في المناطق التي تسيطر عليها بحكم الأمر الواقع، ولكن الأوبلاست الأوكرانية ككل، وأمر بوتين القوات الروسية، بما في ذلك الدبابات، لدخول هذه المناطق.
في 24 فبراير 2022، أمر الرئيس الروسي فلاديمير بوتين بغزو أوكرانيا من قبل القوات المسلحة الروسية التي تركزت سابقًا على طول الحدود. تبع الغزو غارات جوية استهدفت المباني العسكرية في البلاد، وكذلك دخول الدبابات عبر حدود بيلاروسيا. أعلن الرئيس الأوكراني فولوديمير زيلينسكي الأحكام العرفية في جميع أنحاء أوكرانيا. سُمعت صفارات الإنذار من الغارات الجوية في جميع أنحاء أوكرانيا معظم اليوم. تدهورت البنية التحتية لتكنولوجيا المعلومات والاتصالات في أوكرانيا بالفعل نتيجة للهجمات الإلكترونية والقصف الروسي. احتلت العديد من المدن أو المباني الأوكرانية، بما في ذلك محطة تشيرنوبيل النووية. ومع ذلك، وفقًا لمسؤول دفاعي أمريكي، فإن القوات الروسية «تواجه مقاومة أكبر مما توقعت».